# 納哈奇夫

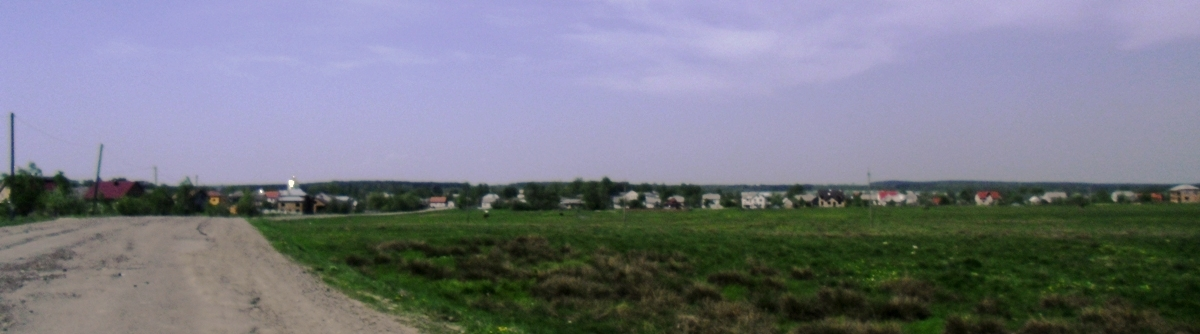
納哈奇夫全景

納哈奇夫（烏克蘭語：Нагачів），是烏克蘭西部的村落，隸屬利沃夫州亞沃里夫區亞沃里夫市鎮，與最近的波蘭邊界距離約5公里，距離克拉科韋茨約14公里，距離拉瓦-羅斯卡約45公里，距離利維夫市中心約65公里，始建於1456年，面積3.79平方公里，海拔高度219米，2024年該村落人口3,500。
50°0′25″N 23°16′50″E / 50.00694°N 23.28056°E